# Kh-38
El Kh-38/Kh-38M (en ruso: Х -38) es una familia de misiles aire-tierra destinada a suceder a la familia de misiles Kh-25.

## Diseño
La configuración básica del Kh-38M se desarrolló en el Salón Aeronáutico de Moscú de 2007 (MAKS). El misil modular de aire a superficie guiada está destinado a suceder a la venerable familia de misiles Kh-25. El misil está diseñado para ser transportado por la quinta generación de aviones de combate Sukhoi Su-57. Los primeros prototipos del misil tenían las alas plegables y las aletas de la cola para el transporte interno, y tendrían una variedad de cabezas de búsqueda para diferentes variantes. En una versión sucesiva, revelada en MAKS 2017, ambas superficies de control fueron reemplazadas por otras personas más largas y estrechas, una solución similar a la usada en el misil Selenia Aspide.

## Variantes
- Kh-38MAE - inercial, homing radar activo

- Kh-38MKE - inercial, guía satelital

- Kh-38MLE - inercial, guía láser

- Kh-38MTE - guía inercial, infrarrojo

- Kh-36 Grom-1 AS-23 derivado de misil de crucero táctico / AGM aire a superficie con un alcance de 130–260 km.
  - Kh-36P Grom-2 AS-23B / KAB- versión de LGB con deslizamiento de bomba guiada, 250 y 500 kg, varias orientaciones de puntería, ambas creadas en la base del misil táctico de corto alcance Kh-38M y también tienen una estructura Modulares, ojivas y buscadores. Visto por primera vez en MAKS 2015, destinado a equipar al caza de peso medio MiG-35.

- Kh-38M2 mejora de Kh-38M, sensores optoelectrónicos IR UV (¿CCD también?)